# Omnium solicitudinum
Die Päpstliche Bulle Omnium solicitudinum vom 12. September 1744 wurde von Papst  Benedikt XIV. promulgiert. 
Diese Bulle steht in direkter Verbindung mit der von ihm 1742 herausgegebenen Bulle Ex quo singulari. In dieser neuen Bulle reagierte er auf die Missionspraktiken der nach China und Indien zur  Missionierung entsandten Jesuiten. Er beschreibt in dieser Bulle den apostolischen Auftrag und erklärt, dass sich die Missionare als „Vorposten“ christlicher Bekehrung zu verstehen hätten. 
In dieser Bulle fasste er alle bisher geleisteten Missionstätigkeiten zusammen und unterstrich deren Bedeutung. Gleichzeitig rief er die Missionare, vorrangig die Jesuiten, zum Gehorsam auf. Er erklärte die Zweifel und Modifikationen und beklagte, dass die Anweisungen in der ersten Bulle nicht im vollen Umfang und im apostolischen Sinne ausgeführt worden seien.